# Quasag
Quasag (din engleză quasi-stellar-galaxy, abreviat QSG, cu sensul de o galaxie aproape stelară) este un obiect cosmic cu aspect de stea, de origine extragalactică, care emite radiații ultraviolete intense și prezintă deplasare spre roșu.